# Saul Bass
Saul Bass (Nova York, 8 de maig de 1920 - Los Angeles, 25 d'abril de 1996) fou un grafista estatunidenc, famós pel seu treball en l'àmbit cinematogràfic, va col·laborar amb alguns dels principals directors del seu temps, així com en la creació de crèdits i en la concepció de cartells de pel·lícules.

## Biografia
Saul Bass neix en el Bronx, a Nova York, el 8 de maig de 1920. Demostra molt aviat disposicions per al dibuix, i als 15 anys fa cursos de pintura a l'«Art Students League » de Manhattan abans d'atènyer l'edat requerida per continuar els seus estudis al « Brooklyn College ». En aquesta època - sota l'impuls del seu professor György Kepes- descobreix Bauhaus i el constructivisme rus i s'inicia en l'estètica modernista. Després de diversos cursos en estudis de disseny de Manhattan, Saul comença com a grafista publicitari freelance. Traslladat a Los Angeles el 1946 a la recerca de més llibertat en el seu treball i obre el seu propi estudi, « Saul Bass and associates », el 1950.

Participa llavors en la realització de cartells de pel·lícules i coneix Otto Preminger el 1954 per a la concepció del cartell de Carmen Jones. L'enfocament adoptat per Bass, consistent a centrar la publicitat de la pel·lícula en un símbol gràfic (en aquest cas una rosa estilitzada), trenca totalment amb els mètodes en vigor fins aquí i descansa essencialment en la utilització d'elements visuals procedents de la pel·lícula (els tràilers i els cartells de llavors no són més que un muntatge d'imatges de la pel·lícula o de retrats dels actors). Seduït, Preminger li demana que realitzi els crèdits. L'any següent, mentre treballa en la promoció de L'home del braç d'or (The Man with the Golden Arm) sempre amb Preminger, realitza els crèdits que el faran ser com l'amo del gènere. La força d'evocació del visual concebut per Saul Bass (un braç estilitzat representant els talents del músic i del jugador de pòquer del personatge principal, així com la seva addicció a l'heroïna) és tal que en l'estrena de la pel·lícula a Nova York, només s'anuncia el logotip, el títol és superflu. Una nota d'acompanyament s'enganxa en les bobines de la pel·lícula; precisa: 
| « | Operadors de projecció: obrir les cortines abans dels crèdits | » |

Fins aleshores, la llista dels participants en la realització de la pel·lícula era jutjada tan avorrida que les cortines no s'obrien per descobrir la pantalla fins que havien acabat els crèdits. Per a Preminger, el treball de Saul Bass forma part integrant de L'home del braç d'or i ha de ser vist pels espectadors. La col·laboració entre els dos homes prosseguirà a altres deu pel·lícules.
La qualitat d'aquests segons crèdits el porta a realitzar-ne altres així com pròlegs i epílegs entre els quals Anatomia d'un assassinat o West Side Story. Comença llavors altres dues col·laboracions notables, l'una amb Alfred Hitchcock, l'altre amb Stanley Kubrick. És amb aquests directors que, més enllà del seu treball en els crèdits, Saul Bass participa igualment en la concepció d'algunes seqüències, sobretot l'escena de la dutxa a la pel·lícula Psicosi (Psycho) o els combats d'Espàrtac.
Des de 1964, realitza curtmetratges (els primers són The Searching Eye i From Here to There), alguns dels quals seran premiats en festivals ( Why Man Creates guanya un Oscar el 1969). El fracàs del seu únic llargmetratge Fase IV, el porta a concentrar-se en la concepció gràfica. Produirà en aquest marc nombrosos logos entre els quals els d'United Airlines, AT&T o Minolta.
Respectat fins i tot adulat pel seu treball en els anys 1950 i 60, és sol·licitat per directors de la generació següent com Danny DeVito (The War of the Roses) o Penny Marshall (Big). El 1990, una nova relació de treball fructífera comença amb Martin Scorsese per a la pel·lícula Un dels nostres (Goodfellas) i després en altres tres pel·lícules.
La seva defunció, el 25 d'abril de 1996, a l'edat de 75 anys, posa fi a una carrera de 40 anys i de les contribucions a més de 50 pel·lícules.

## Estil i influència

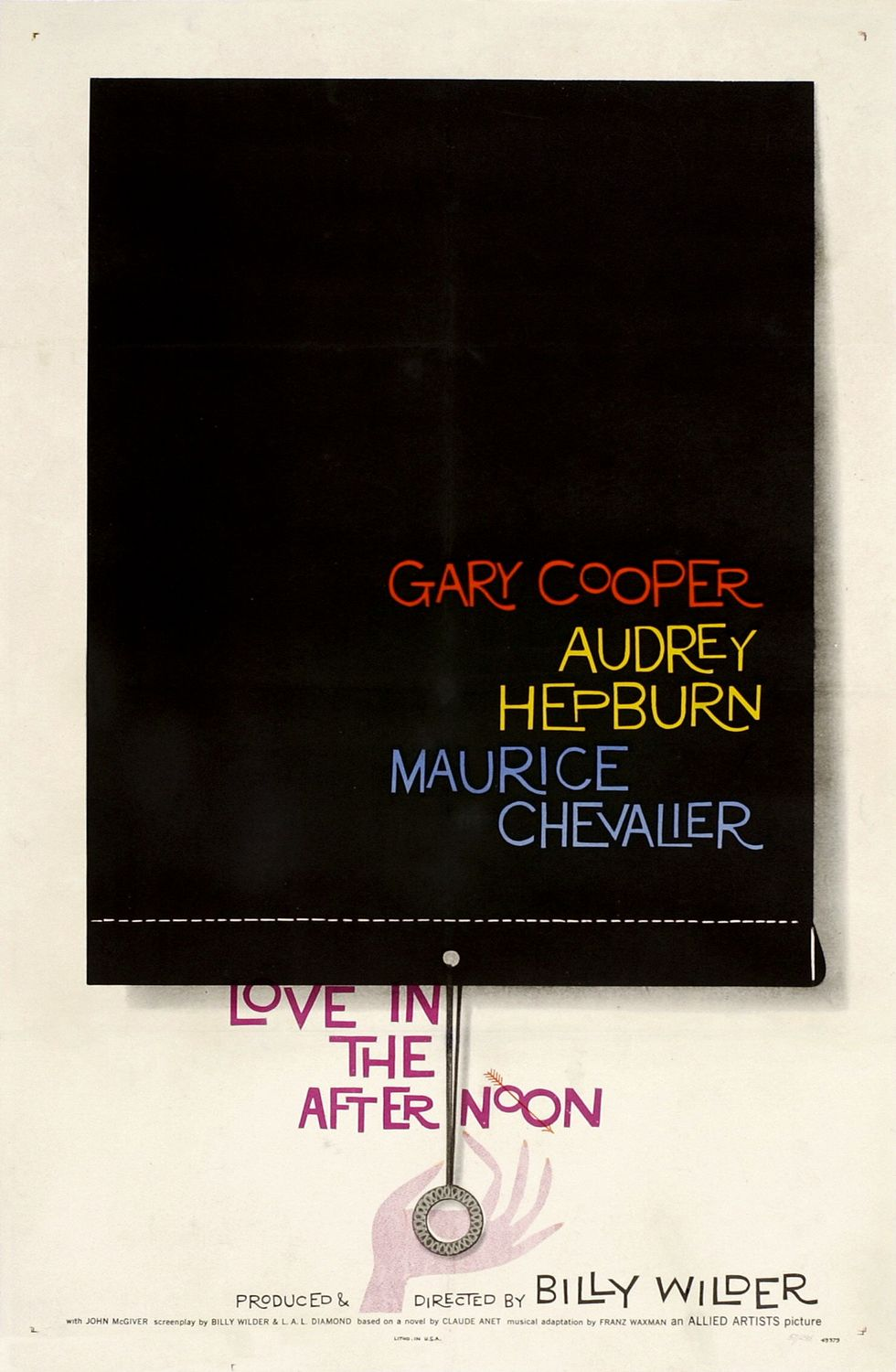
Cartell de la pel·lícula Arianne (1957), dissenyat per Saul Bass

Saul Bass revoluciona els crèdits del cinema. D'una funció purament informativa i legal, els dona una dimensió narrativa i artística, realitzant verdaders curtmetratges que formen part integrant de la pel·lícula com a obra. Bass subratlla la temàtica visual i dramàtica de la pel·lícula, exposa el caràcter dels personatges:
| « | La meva idea –d'entrada- era que uns crèdits podien posar en l'ambient i subratllar la trama narrativa de la pel·lícula per evocar la història de manera metafòrica. Veia els crèdits com una manera de condicionar el públic de manera que, quan la pel·lícula comença, tingui ja un eco emocional amb els espectadors. Estava convençut que la pel·lícula comença verdaderament des de la primera imatge. | » |

La qualitat original de Bass resideix en la seva capacitat per identificar el detall que resumeix la pel·lícula i a ressituar-ho de manera gràfica i moderna. Per a Scorsese, aquestes creacions són 
| « | una imatge emblemàtica, recognoscible instantàniament i immediatament lligada al film | » |

.
És aquest enfocament molt gràfic (amb un predomini de les línies, de les formes tallades i d'una tipografia trencada) el que marca la ruptura amb els costums de moda. El cartell de L'home del braç d'or abandona tota representació de l'estrella Frank Sinatra que encarna el paper principal, una decisió molt agosarada que marca el començament d'una nova era tant en l'àmbit dels cartells com en el dels crèdits. Progressivament, les seqüències creades per Saul Bass es diversifiquen i abandonen els elements gràfics per integrar altres mitjans com les fotografies (Espàrtac), les animacions (La volta al món en vuitanta dies, 1956) o de les seqüències filmades ( Walk on the wild side).
Llavors, els crèdits exploren una altra via i s'integren en la narració situant-se en la continuïtat del relat. Els crèdits intervenen al començament de la pel·lícula, Saul Bass imagina el que ha pogut existir abans de les primeres imatges filmades pel director (el que anomena “the time before”). Ensenya els instants o els mesos que precedeixen el començament de l'acció per tal de reforçar el context com a Gran Premi de Frankenheimer:
| « | En aquest cas, he tractat els instants just abans d'un gran premi de Mònaco. M'interessava el que passa durant els preparatius sense la carrera. La tensió. L'ansietat. Els petits ajusts tècnics i gests ansiosos que viuen els pilots. | » |

Martin Scorsese dirà d'ell:
| « | Els seus crèdits no són simples etiquetes sense imaginació - com és el cas de nombroses pel·lícules - ben aviat formen part integrant de la pel·lícula com a tal. Quan apareix el seu treball a la pantalla, la pel·lícula comença verdaderament. | » |

Col·labora estretament en la realització d'aquests crèdits amb la seva segona dona Elaine Bass (nascuda Makatura).

## Filmografia
Saul Bass va crear més de 50 crèdits de pel·lícules. Entre les seves realitzacions més destacables:
- amb Stanley Kubrick :
  - Espàrtac
  - The Shining
- amb Otto Preminger :
  - L'home del braç d'or
  - Anatomia d'un assassinat
  - Bunny Lake is missing
  - La donzella d'Orleans (Saint Joan)
- amb Alfred Hitchcock :
  - Vertigen (D'entre els morts)
  - Perseguit per la mort
  - Psicosi
- amb Martin Scorsese :
  - Un dels nostres
  - Casino

Ha dirigit igualment diversos curtmetratges així com un llargmetratge: Phase IV

## Premis
- 1969: Oscar al millor curtmetratge documental per a Why Man Creates